# دفاع صاروخي

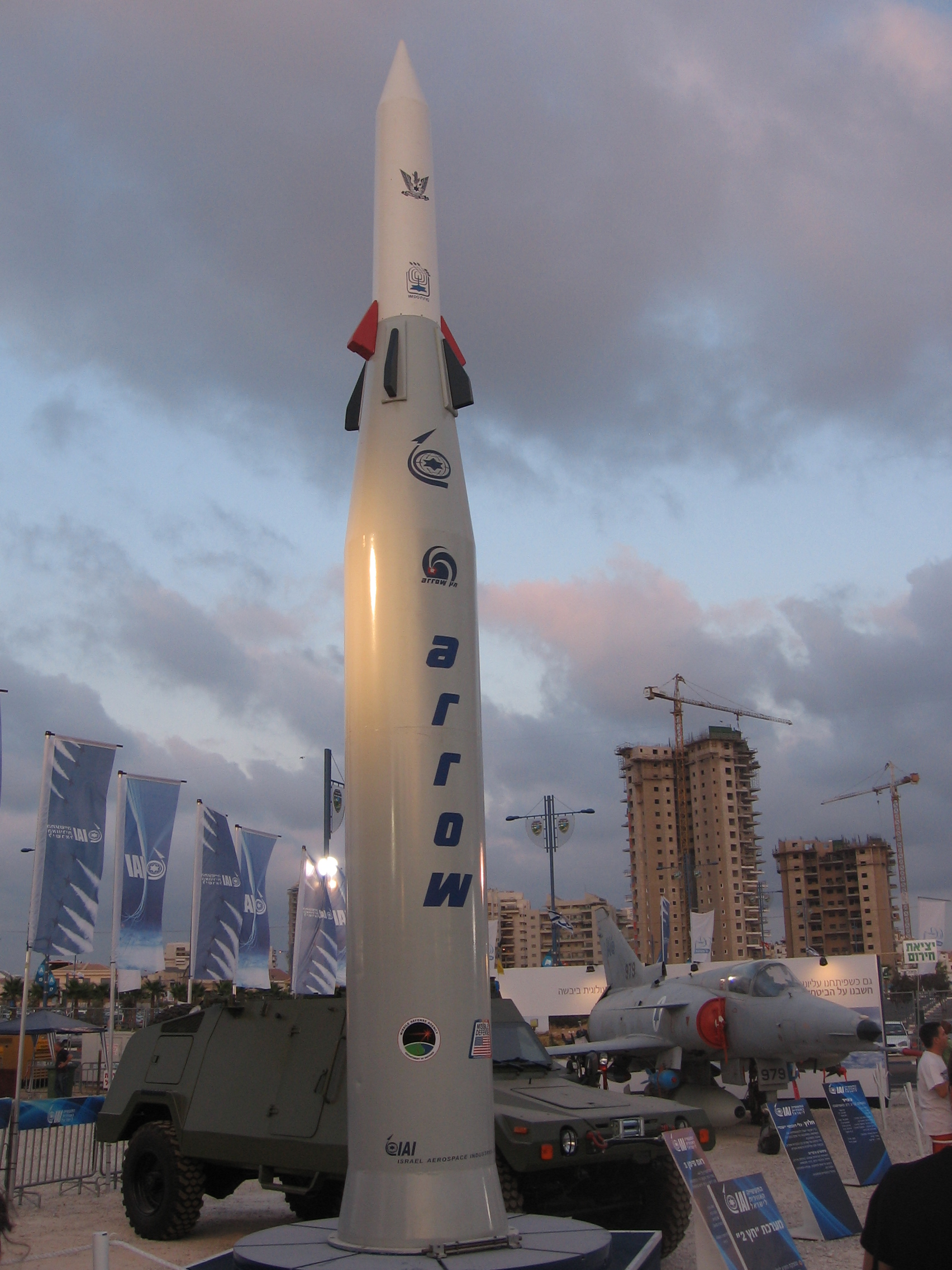

هو نظام دفاع جوي من الصواريخ، لتعقب وأعتراض وتدمير الصواريخ. يزعم أنشأه تحديدا لملاحقة الصواريخ عابرة القارات, تطبيقه أتسع ليشمل مجالات قصيرة صواريخ قصيرة المدى وصواريخ تكتيكية غير نووية.
في الولايات المتحدة الدفاع الصاروخي كان مسؤلية الجيش ولكن حديثا البحرية وقوات الدفاع الجوي طوروا نظام اعتراض الصواريخ الخاص بهم.

## أمثلة
- الدرع الصاروخي الأمريكي
- الدرع الصاروخي في الخليج العربي
- القبة الحديدية